# Drużba (rejon diatkowski)
Drużba (ros. Дружба) – osiedle w Rosji, w obwodzie briańskim, w rejonie diatkowskim. W 2010 liczyło 1605 mieszkańców.